# Andrei Muntean
Andrei Vasile Muntean (Sibiu, 30 de enero de 1993) es un gimnasta artístico rumano. Representó a Rumania en los Juegos Olímpicos de Río de Janeiro 2016 y quedó sexto en las barras paralelas. Es el medallista de bronce en salto de los Juegos Mundiales Universitarios de 2017. Ha competido en el Campeonato Mundial ocho veces y representará a Rumania en los Juegos Olímpicos de París 2024.
A nivel júnior, Muntean es campeón del Campeonato Europeo de barras paralelas en 2010. Ganó la medalla de oro en los anillos en los Juegos Olímpicos de la Juventud de Singapur 2010, convirtiéndose en el primer campeón de los Juegos Olímpicos de la Juventud de Rumania. También ganó una medalla de plata en las barras paralelas.

## Carrera juvenil
Muntean se unió a la selección nacional juvenil cuando tenía 13 años en 2006. Hizo su debut internacional en el Campeonato Europeo Juvenil de 2006, donde ayudó al equipo rumano a quedar quinto. En el Festival Olímpico de la Juventud Europea de 2009, ganó una medalla de plata en ejercicios de suelo detrás del ruso David Beliavski y una medalla de bronce con el equipo rumano.
Muntean compitió en el Campeonato Europeo Juvenil de 2010, quedando séptimo en la final general y cuarto en la final de anillos. Luego, en la final de barras paralelas, ganó el título por 0,050 sobre el gimnasta suizo Oliver Hegi. Luego representó a Rumania en los Juegos Olímpicos de la Juventud de Singapur 2010. Su primer evento fue la final general, donde terminó en cuarto lugar, a sólo 0,050 del medallista de bronce. También se clasificó para la final de caballos con arcos donde quedó octavo. En la final de anillos, obtuvo la puntuación de dificultad más alta del evento y ganó la medalla de oro. Esta fue la primera vez que Rumania ganó una medalla de oro en los Juegos Olímpicos de la Juventud. También ganó una medalla de plata en la final de barras paralelas detrás del ucraniano Oleg Stepkó.

## Carrera sénior
Muntean cumplió los requisitos de edad para la competición internacional senior en 2011, pero se perdió la mayor parte del año debido a una lesión.

### 2013-2014
Muntean ganó la medalla de oro en las barras paralelas en la Copa Mundial Challenge de Doha 2013. Luego, en el Campeonato de Europa de 2013 en Moscú, se clasificó para la final de barras paralelas, donde quedó séptimo. Representó Rumania en la Universiada de Verano 2013 y ayudó al equipo a quedar séptimo. Hizo su debut en el Campeonato Mundial en 2013, pero no avanzó a ninguna final.
En el Campeonato Europeo de 2014, Muntean contribuyó con cinco de los seis aparatos al séptimo puesto de Rumanía. Individualmente se clasificó para la final de barras paralelas y quedó sexto. Terminó 33º en el All-Around durante la ronda de clasificación del Campeonato Mundial de 2014, lo que lo convirtió en el tercer reserva para la final All-Around.

### 2015-2016

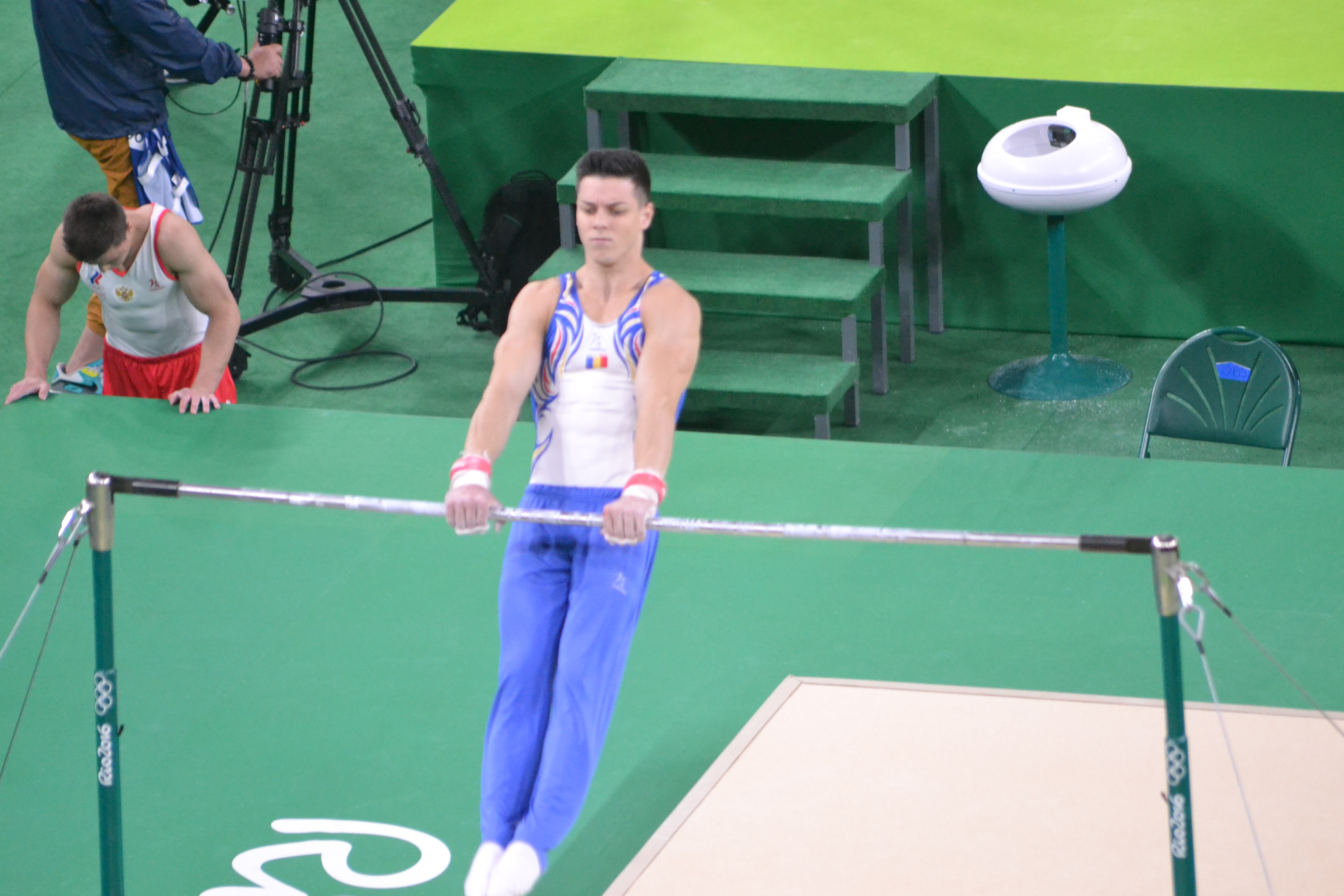
Muntean compitiendo en la barra horizontal en los Juegos Olímpicos de Río de Janeiro 2016.

Muntean ganó medallas de bronce tanto en anillos fijos como en barras paralelas en la Copa Mundial Challenge de Doha 2015, y quedó cuarto en salto. Luego terminó quinto en la final del evento de barras paralelas en el Campeonato Europeo de 2015. Luego, en el Campeonato Mundial de 2015 en Glasgow, ayudó a Rumania a clasificarse para el Evento de Prueba Olímpico de 2016 con un puesto 14. Individualmente, ocupó el puesto 11 en salto, lo que lo convierte en el tercer reserva para la final del evento. En el Test Event, el equipo rumano quedó quinto. Aunque no se clasificó como equipo, Rumania obtuvo una plaza individual no nominativa para los Juegos Olímpicos de 2016. Muntean fue seleccionado para competir por la Federación Rumana de Gimnasia.
Antes de los Juegos Olímpicos, Muntean compitió en el Campeonato Europeo de 2016 y terminó quinto en la final de barras paralelas. Tres semanas antes de los Juegos Olímpicos de 2016, se lesionó el hombro derecho. Eligió seguir compitiendo, pero redujo la dificultad de sus rutinas. En los Juegos Olímpicos, Muntean terminó en el puesto 36 en la clasificación general y se clasificó para la final de barras paralelas. En la final de barras paralelas, empató con el puntaje de ejecución más alto en la final, pero terminó sexto en la general debido a su menor puntaje de dificultad. Fue operado del hombro en noviembre de 2016.

### 2017-2018
Muntean representó Rumania en la Universiada de Verano 2017, ayudando al equipo rumano a quedar en el puesto 14.  Individualmente clasificó a la final de salto donde ganó la medalla de bronce detrás de Audrys Nin Reyes y Oleg Verniáyev. Luego compitió en el Campeonato Mundial de 2017, pero no se clasificó para ninguna final.  Se clasificó para la final de anillos del Campeonato Europeo de 2018, terminando octavo.
Muntean ganó la medalla de plata en barras paralelas en la Koper World Challenge Cup 2018 detrás de Đinh Phương Thành. Luego, en la Copa del Mundo Challenge de Guimarães, ganó medallas de plata en las anillas y en las barras paralelas, ambas detrás de Manrique Larduet. En la Mersin World Challenge Cup, ganó el título de barras paralelas y ganó la medalla de plata en anillas detrás de İbrahim Çolak. Ganó los títulos generales de barras paralelas de la Copa Mundial Challenge por tener los mejores resultados en toda la serie, y fue segundo en los anillos fijos detrás de Çolak. Se clasificó para la final general del Campeonato Mundial de Doha de 2018, terminando en el puesto 22.

### 2019-2021

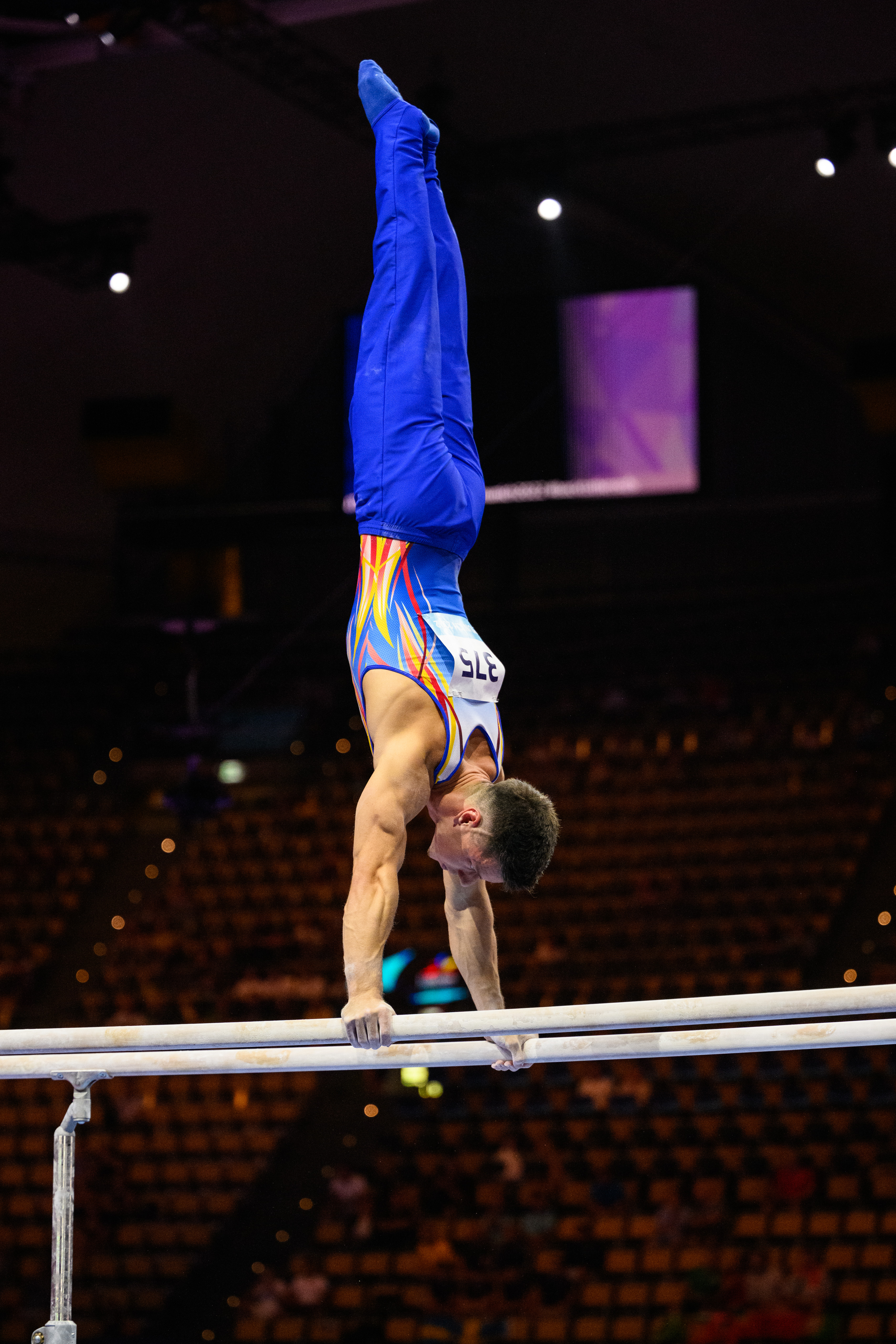
Muntean compitiendo en el Campeonato Europeo de 2022.

Muntean solo compitió en ejercicios de suelo en el Campeonato Europeo de 2019, pero no se clasificó para la final del evento. Luego compitió en el Campeonato Mundial de 2019, terminando en el puesto 56 en la clasificación general durante la ronda de clasificación. Terminó noveno con la selección rumana en la ronda de clasificación para el Campeonato de Europa de 2020.
Muntean fue el primer reserva para la final de barras paralelas del Campeonato Europa de 2021. Se tomó un descanso de la competición durante el resto de 2021, pero regresó a la competición en la Koper World Challenge Cup 2022 en junio. Allí ganó la medalla de plata en las barras paralelas detrás del ucraniano Petro Pajniuk y quedó quinto en anillas. En agosto, compitió con la selección rumana que quedó décima en el Campeonato Europeo de 2022. Luego, en la Mersin World Challenge Cup, ganó una medalla de bronce en barras paralelas y quedó cuarto en anillas y sexto en ejercicios de suelo. Compitió en el Campeonato Mundial de 2022 en Liverpool, ayudando al equipo rumano a terminar 19.º en la ronda de clasificación.

### 2023-2024
Muntean acabó cuarto en la final de barras paralelas del Campeonato Europeo de 2023. Luego, en el Campeonato Mundial de Amberes de 2023, Muntean terminó en el puesto 30 en la clasificación general, lo que lo convirtió en el cuarto reserva para la final. Como octavo gimnasta mejor clasificado de un país que no clasificó a un equipo completo, recibió una cuota individual para los Juegos Olímpicos de 2024.
Muntean comenzó la temporada olímpica en la Copa Mundial Challenge de Antalya, donde ganó la medalla de bronce en las barras paralelas detrás de Nicolau Mir y Radomyr Stelmaj.